# Horní Rápotice
Horní Rápotice (deutsch Ober Rapotitz) ist eine Gemeinde in Tschechien. Sie liegt fünf Kilometer nordwestlich von Humpolec und gehört zum Okres Pelhřimov.

## Geographie
Horní Rápotice befindet sich im Hügelland der oberen Sázava, einem Teilgebiet der Böhmisch-Mährischen Höhe im Grenzgebiet Böhmens zu Mähren. Das Dorf liegt am Fuße des 631 m hohen Rapotice über dem Tal des Rápotický potok. Südlich verläuft die Trasse der Autobahn D 1.
Nachbarorte sind Proseč im Norden, Pusté Lhotsko im Nordosten, Budíkov im Osten, Světlice, Světlický Dvůr und Brunka im Südosten, Jiřice im Süden, Radostin und Speřice im Südwesten, Háj und Holušice im Westen sowie Kaliště im Nordwesten.

## Geschichte

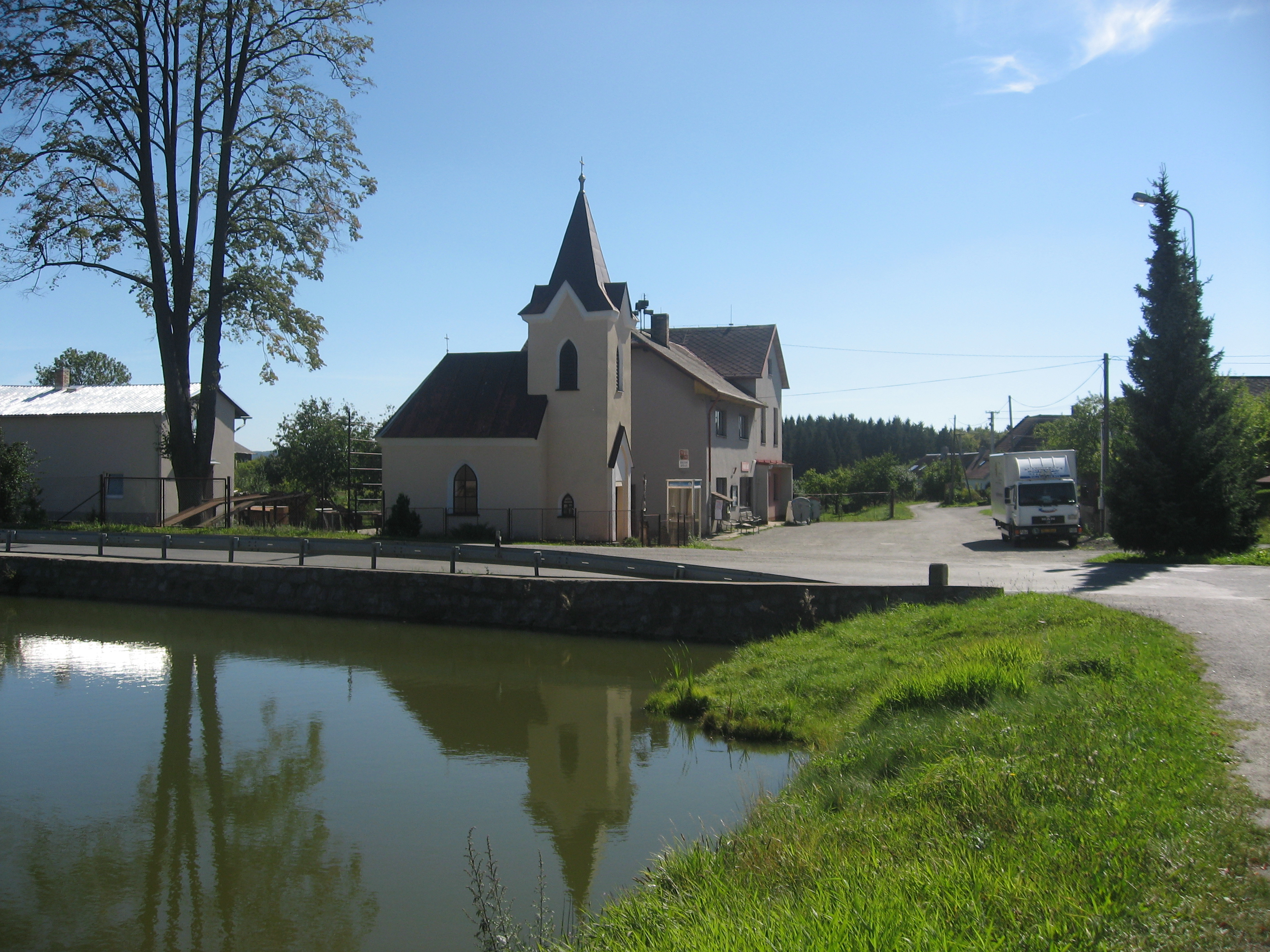
Kapelle am Dorfplatz

Die erste urkundliche Erwähnung eines Dorfes villa Rapoticz erfolgte im Jahre 1352 durch das Kapitel auf dem Vyšehrad. Möglicherweise ist damit das heutige Dolní Rapotice gemeint, denn im gleichen Zuge wurden das oppidum Kralowicz, villa Martinicz und oppidum Zahradka genannt. Der Name des Ortes leitet sich vom Namen Rapota ab. In der durch Kaiser Sigismund 1436 ausgestellten Besitzurkunde über die Dörfer Rapotice, Kaliště und Světlice ist dagegen mit Sicherheit vom heutigen Horní Rápotice die Rede.
Während des Dreißigjährigen Krieges zogen 1639 Schweden plündernd durch die Gegend und verwüsteten die Stadt Lipnice nad Sázavou. Nach der Schlacht bei Jankau hielt der schwedische General Robert Douglas die Burg Lipnice besetzt und plünderte die umliegenden Landstriche. In dieser Zeit fiel das Dorf wahrscheinlich wüst, denn es wurde danach nicht mehr erwähnt. Im Jahre 1787 erhielt das Dorf den Namen Ober Rapotitz, um es von dem anderen – nun als Unter Rapotitz bezeichneten – Ort zu unterscheiden. Ab 1843 lässt sich der Name Hornj Rapotice nachweisen.
Bis zur Aufhebung der Patrimonialherrschaften im Jahre 1848 war Horní Rápotice der Herrschaft Dolní Kralovice untertänig. Danach wurde der Ort zu einer selbständigen Gemeinde, zu der bis in die 1920er Jahre der Ortsteil Světlice gehörte. 1979 wurde Horní Rápotice nach Humpolec eingemeindet und ist seit dem 1. Januar 1994 wieder selbständig.

## Gemeindegliederung
Für die Gemeinde Horní Rápotice sind keine Ortsteile ausgewiesen.

## Sehenswürdigkeiten
- mittelalterlicher Sühnestein
- Kapelle am Dorfplatz
- drei Marterl